# ويليام أورلاندو سميث
ويليام أورلاندو سميث (بالإنجليزية: William Orlando Smith)‏ هو ناشر ومُحرِّر وسياسي أمريكي، ولد في 13 يونيو 1859، وتوفي في 12 مايو 1932 بكليفلاند في الولايات المتحدة. حزبياً، نشط في الحزب الجمهوري. وقد انتخب عضو مجلس نواب بنسيلفانيا وانتخب عضو مجلس النواب الأمريكي.